# Guy Bélanger (harmoniciste)
Pour les articles homonymes, voir Guy Bélanger.
 (décembre 2016).
Si vous disposez d'ouvrages ou d'articles de référence ou si vous connaissez des sites web de qualité traitant du thème abordé ici, merci de compléter l'article en donnant les références utiles à sa vérifiabilité et en les liant à la section « Notes et références ».
Guy Bélanger est un harmoniciste, auteur, compositeur et interprète québécois (canadien). Il est le frère du cinéaste québécois Louis Bélanger. 
Il a participé à l'enregistrement d'albums pour, entre autres, le Cirque du Soleil, Céline Dion, Bob Walsh, Les Colocs, Michel Cusson, Jean-Pierre Ferland, Eric Lapointe, Nanette Workman, Lynda Lemay, Mitsou Gélinas, France D'Amour, La Chicane, Gildor Roy, Star Académie, Renée Martel, Gaston Mandeville, Steve Hill, Pierre Flynn, Véronique Dicaire, Hugo Lapointe, Chloé Sainte-Marie, Pépé et sa guitare et Pat the White.
Il a composé la musique des films Post mortem, Gaz Bar Blues, The Timekeeper, Route 132, Les mauvaises herbes, Vivre à 100 milles à l'heure, le thème de l'émission de télévision ICI Laflaque, la trame originale pour la série télé Les Boys ainsi que pour la mini-série Séquelles (série télévisée) mettant en vedette Céline Bonnier.

## Biographie
Au début, en 1974, Guy Bélanger semble définitivement se diriger vers une carrière axée sur le blues traditionnel. Il fait la rencontre du chanteur Bob Walsh, aussi originaire de la ville de Québec qui l’initiera aux rudiments du blues, partageant les différentes scènes blues de la Capitale, première rencontre avec la vraie école. Au cours des années, il aura l’occasion de côtoyer de artistes tels que les Muddy Waters, Koko Taylor, Big Mama Thornton, James Cotton et Dutch Mason. Toutes ces différentes expériences contribueront grandement à élargir ses horizons musicaux.
En 1987, il se joint à la formation du bluesman Bob Walsh et participe à plusieurs spectacles et tournées (Québec, Canada, France, Suisse) et à plus de 15 éditions du Festival international de jazz de Montréal.
En 1995, le groupe québécois Les Colocs l'invite à participer à l’enregistrement de leur deuxième album Atrocetomique. Suivra une succession de collaborations avec plus de 60 artistes québécois et français dont Céline Dion et le Cirque du Soleil.
En 2003, la rencontre avec le guitariste Claude Fradette donnera le jour à la bande sonore du film Gaz Bar Blues qui remportera le prix Jutra de la Meilleure musique de film et du Lys Blues du Meilleur album en 2003. Leur collaboration est toujours vivante et ils signent ensemble la musique du film The Timekeeper (2009) de Louis Bélanger ainsi que la musique de la série télévisée Les Boys entre 2009 et 2012 et de Séquelles en 2016. Il signe aussi cette année-là comme unique compositeur la trame sonore du film Les mauvaises herbes.
Le premier album de compositions et de collaborations, l'éponyme Guy Bélanger verra le jour en février 2008 et s'attirera d’élogieuses critiques tant du public que de la presse (quatre Lys Blues en 2009 pour Album de l’année, Artiste blues masculin, Auteur-compositeur et Groupe révélation).
Le deuxième album solo, Crossroads, parait en septembre 2010 et se mérite à son tour de nombreuses accolades. En 2011, il compose, en collaboration avec Benoît Charest, la musique du film Route 132 qui se verra décerné le prix Jutra pour la Meilleure musique originale. Il s'ensuit l'album Dusty Trails qui est lancé en octobre 2012 suivi d'une tournée canadienne qui débute quelques semaines plus tard. 
En 2014, il retourne aux sources avec l’album Blues Turn alors qu'il part enregistrer à Chicago aux studios de l'emblématique Delmark Records. Il y filme son périple alors qu'il y passe des heures à enregistrer avec des vétérans de la scène blues. L'album paraît à l'automne et y inclut également des compositions enregistrées à Toronto et Montréal. Blues Turn reçoit une nomination comme Enregistrement indépendant de l’année au International Blues Challenge de Memphis en janvier 2015. Guy remportera également cette année-là le prix du Meilleur harmoniciste au Canada aux Maple Blues Awards. Gagnant de 14 trophées Lys Blues depuis 2003, Guy Bélanger prépare sa prochaine création pour l’automne 2019.

## Discographie

### Albums studios
- Guy Bélanger (2008)
- Crossroads (2010)
- Dusty Trails (2012)
- Blues Turn (2014)
- Traces & Scars (2017)
- Eldorado (2019)
- Voyages (& autres histoires) (2023)

### Bande originale
- Post Mortem (1999)
- Gaz Bar Blues (2003)
- The Timekeeper (2009)
- Route 132 (2010)
- Les mauvaises herbes (2016)
- Vivre à 100 milles à l'heure (2019)

### Télévision
- ICI Laflaque (2004)
- Les Boys (2007)
- Séquelles (série télévisée) (2016)

## Distinctions

### Récompenses
- 2004 : Prix Jutra partagé avec Claude Fradette pour la meilleure musique de film pour Gaz Bar Blues réalisé par son frère Louis Bélanger.
- 2004 : Médaille de l'Assemblée nationale[5].
- 2011 : Prix Jutra partagé avec Benoît Charest pour la meilleure musique de film pour Route 132 également par Louis Bélanger.
- Gagnant du Lys Blues dans la catégorie "Meilleure performance musicale" en 2003, 2004, 2005, 2006, 2007 et 2008 et en 2009 Meilleur album, Artiste masculin de l'année, Groupe revelation et Auteur-compositeur de l'année.

### Nominations
- 2000 : Prix Jutra pour la meilleure bande sonore originale, Post Mortem.
- 2004 : Prix Félix pour la meilleure bande sonore originale, Gaz Bar Blues.
- 2009 : Prix Félix pour la meilleure bande sonore originale, The Timekeeper.
- 2017 : Prix Jutra pour la meilleure bande sonore originale, Les mauvaises herbes.